# Peter Gommesen Erreboe
Peter Gommesen Erreboe (29. november 1742 i Faaborg – 14. marts 1819 i Ringsted) var en dansk proprietær, kancelliråd og godsejer.
Han blev gift 7. november 1766 i Vester Hæsinge Kirke med Marie Kallager (ca. 1742 antagelig på Juulskov i Kullerup Sogn – 9. februar 1805 på Haughus i Jelling Sogn), der var enke efter forpagter på Holckenhavn i Vindinge Sogn Iver Malthesen Freudendahl. Peter Gommesen Erreboe var 1766 købmand i Fåborg, siden forpagter indtil han 1773 på auktion købte Fjellerup Østergaard i Djurs Nørre Herred for 19.240 rigsdaler. Denne solgte han igen 1781 til sin bror, købmand Simon Groth Erreboe. I stedet købte han samme år Kattrup i Sæby Sogn, Løve Herred, for 35.000 rigsdaler og solgte den igen i 1793 for 66.000 rigsdaler. Derefter overtog han Haughus i Jelling Sogn, Tørrild Herred, Vejle Amt, som han bortskødede i 1806.
Han var stedfar til:
- Dorthea Maria Frydendahl, døbt 23. oktober 1763 i Vindinge Kirke og gift 22. juli 1791 i Sæby Kirke med købmand i Skælskør Thomas Bruun (født ca. 1761).
- Johanne Nicoline Frydendahl (1764 – 2. oktober 1795). Hun blev gift 14. oktober 1785 i Sæby kirke med sognepræst i Krummerup og Fuglebjerg Sogne 13. august 1784-1806 Jacob Jacobsen Bagger.

Han var far til:
- Sophie Magdalene Erreboe (født 1767 på Einsidelsborg). Hun var gift med forpagter af Hæsede Hovedgård og siden forpagter af Krabbesholm ved Gershøj i Horns Herred Jens Otto Bagger (1765 – 1804).
- Iver Maltha Erreboe (født 1769 på Einsidelsborg).
- Fikke Amalie Erreboe (født 1773 på Glorup).
- Ide Mathilda Erreboe (født 1784 på Kattrup).